# Противотанковая управляемая ракета

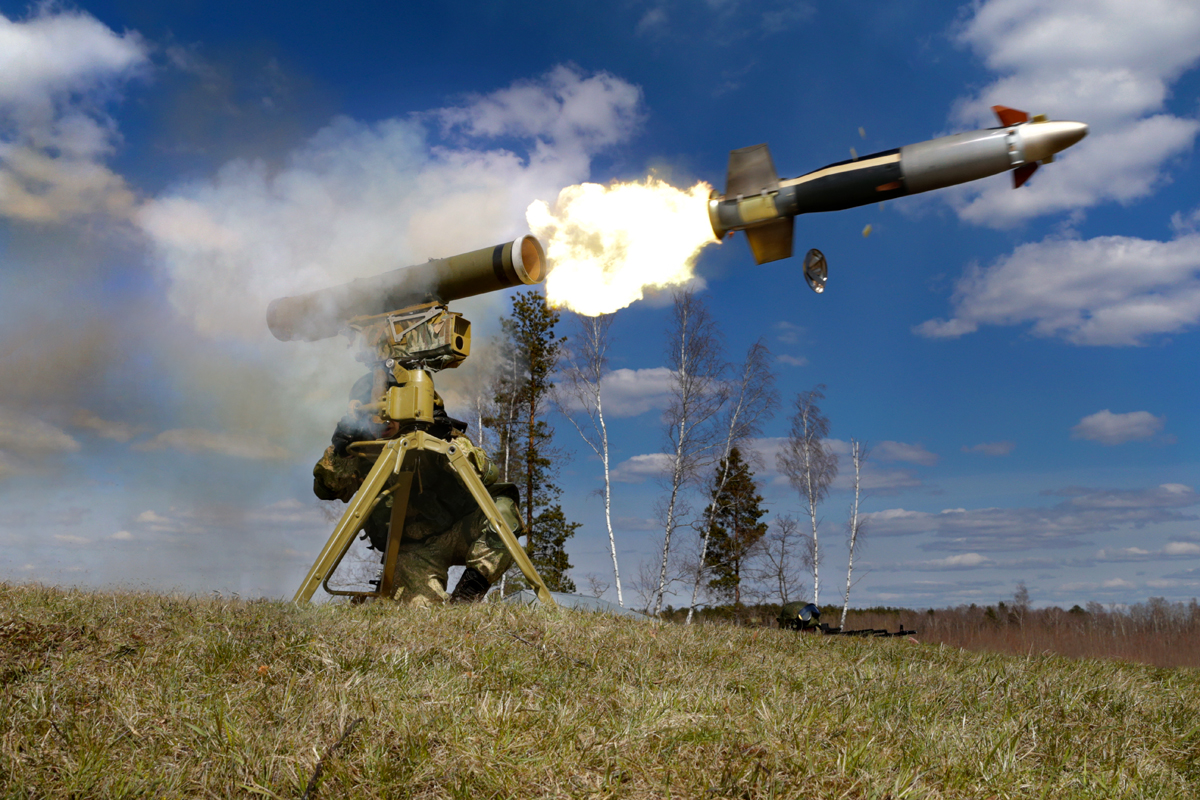
Пуск ПТУР «Корнет» со станка-треноги

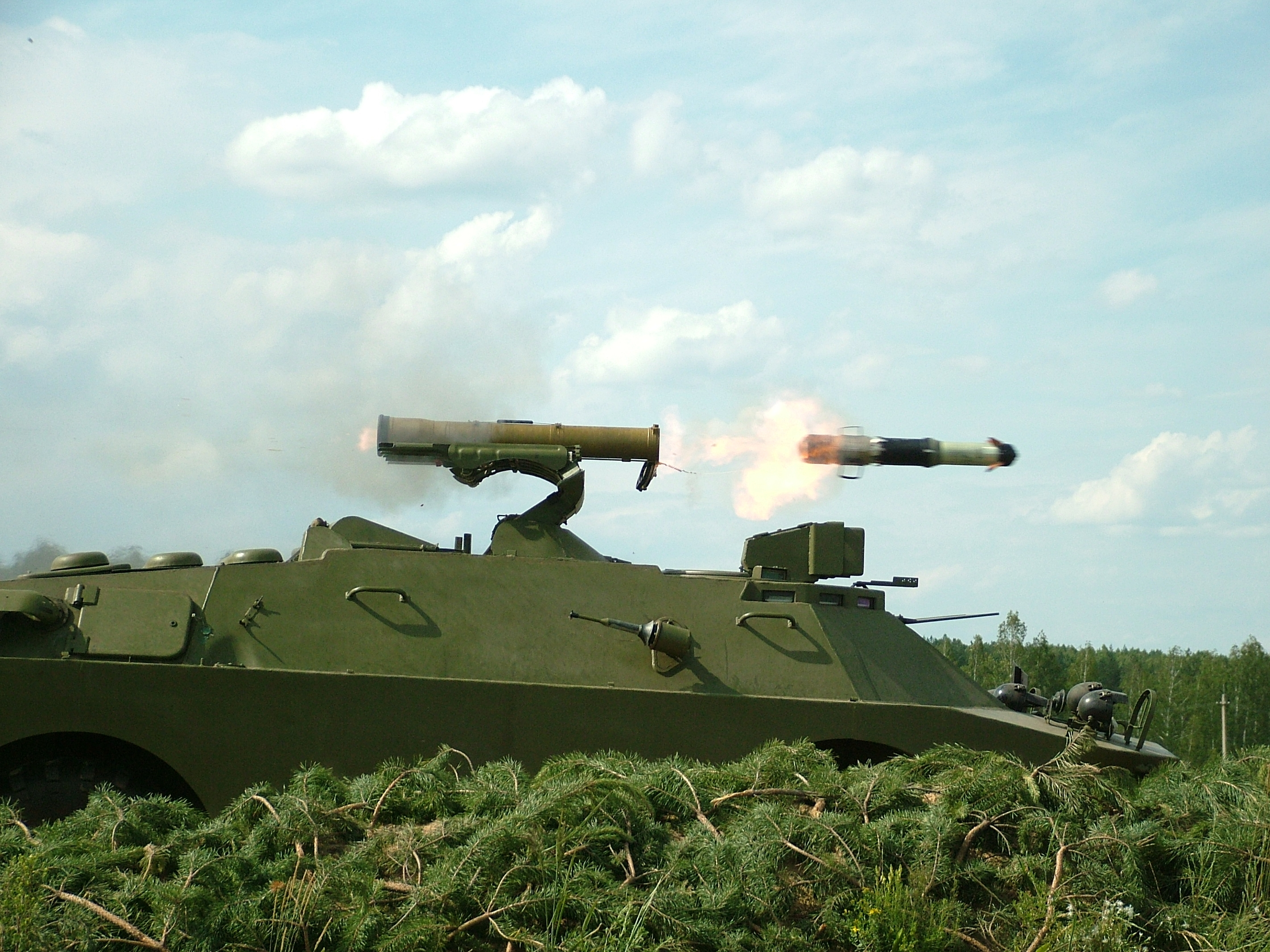
Пуск ПТУР с боевой машины.

Противотанковая управляемая ракета (ПТУР) — управляемая ракета, предназначенная для поражения танков и других бронированных целей, может применяться и для поражения других объектов.
ПТУР (ПТУРС) входит в состав боевых средств противотанкового ракетного комплекса (ПТРК). ПТУР представляет собой твердотопливную ракету, оснащённую бортовой системой управления (управление осуществляется по командам оператора или с помощью собственной головки самонаведения), оперением и блоком управления вектором тяги для стабилизации полёта, устройствами приёма и дешифрования управляющих сигналов (в случае командной системы наведения). Боевая часть, как правило, кумулятивная; в связи с ростом защищённости объектов поражения (в результате применения композитной брони и динамической защиты) в современных ПТУР находит применение тандемная боевая часть. Для поражения противника в защищённых сооружениях могут использоваться управляемые ракеты с термобарической боевой частью (противобункерные боеприпасы).

## История

### Первые опытные образцы
Работы над созданием того, что впоследствии приняло вид противотанковых управляемых ракет, стартовали в начале 1940-х годов в секретных лабораториях военно-научного подразделения компании BMW в Зюльсдорфе, занимавшегося с конца 1930-х годов разработкой ракетного вооружения (BMW-Raketenabteilung). Учёными и инженерами компании под руководством главного конструктора Харальда Вольфа (а затем графа Гельмута фон Зборовского) в инициативном порядке был проведён ряд фундаментальных исследований и научно-исследовательских работ с тактико-техническим обоснованием практической военной необходимости и технико-экономическим обоснованием экономической целесообразности серийного производства управляемых по проводам оперённых противотанковых ракет, согласно выводам которых ПТУР поможет значительно увеличить:
- Вероятность поражения танков и тяжёлой бронетехники противника на расстояниях, недоступных имеющимся средствам поражения;
- Эффективную дальность стрельбы, соответственно чему сделает возможным танковый бой на большом расстоянии;
- Живучесть немецких войск и боевой техники, находящихся на безопасном удалении от предельной досягаемости эффективного огня противника.

В 1941 году ими в рамках заводских испытаний был проведён ряд опытно-конструкторских работ, которые показали, что перечисленных целей можно достичь, успешно решив задачу гарантированного поражения тяжёлой бронетехники противника на значительно большем расстоянии при уже существующем уровне развития технологий производства ракетного топлива и ракетных двигателей (к слову, химики BMW за время войны синтезировали в лабораториях и испытали стендовым способом с разным успехом более трёх тысяч различных сортов ракетного топлива) с применением технологии управления по проводам. Внедрению разработок BMW на практику и постановке их на вооружение помешали события военно-политического характера.
Поскольку ко времени предполагаемого начала государственных испытаний разработанных ракет, началась кампания на Восточном фронте, успех немецких войск был столь ошеломляющим, а темпы наступления столь стремительными, что представителям армейского командования любые непонятные им идеи развития вооружения и военной техники были совершенно безынтересны (это касалось не только ракет, но и электронно-вычислительной техники, и многих других достижений немецких учёных). После впечатляющих побед, достигнутых немецкими войсками с помощью уже имеющегося оружия, военные чиновники из Управления вооружений сухопутных сил и Имперского министерства вооружения, отвечавшие за внедрение в войска перспективных разработок, даже не посчитали нужным рассматривать столь несвоевременно поданную заявку, — партийно-государственный аппарат и чиновники из числа членов НСДАП были одним из первых препятствий на пути к внедрению в жизнь военных инноваций. Кроме того, у целого ряда танковых асов немецких Панцерваффе личный боевой счёт шёл на десятки и сотни подбитых танков противника (абсолютный рекордсмен — Курт Книспель со счётом превышающим полторы сотни танков).
Таким образом, логику имперских чиновников по вопросам вооружения понять не сложно: они не видели причин ставить под сомнение боевую эффективность имеющихся немецких танковых пушек, а равно и других уже имеющихся и доступных в большом количестве противотанковых средств, — в этом не существовало насущной практической необходимости. Немаловажную роль сыграл человеческий фактор, выражавшийся в личных противоречиях тогдашнего Рейхсминистра вооружения и боеприпасов Фрица Тодта и Генерального директора BMW Франца Йозефа Поппа, поскольку последний, в отличие от Фердинанда Порше, Вилли Мессершмитта и Эрнста Хейнкеля, не входил в число фаворитов фюрера, а потому не обладал такой же самостоятельностью в принятии решений и влиятельностью в ведомственных кулуарах: Министерство вооружения всячески препятствовало руководству BMW осуществлять собственную программу разработки ракетного оружия и техники, и прямо указало, чтобы те не занимались отвлечёнными исследованиями, — роль головной организации в программе разработки немецких пехотных тактических ракет была отведена металлургической компании Ruhrstahl с гораздо более скромными наработками на этом поприще и куда меньшим штатом научных работников для успешной их разработки.
В результате всего этого вопрос о дальнейшем создании управляемых противотанковых ракет был отложен на несколько лет. Работы в этом направлении активизировались только с переходом немецких войск к обороне по всем фронтам, но если в начале 1940-х годов это могло быть сделано сравнительно быстро и без излишней волокиты, то в 1943—1944 годах имперским чиновникам было просто не до того, перед ними стояли более насущные вопросы обеспечения армии бронебойными противотанковыми снарядами, гранатами, фаустпатронами и другими боеприпасами, изготавливавшихся германской промышленностью миллионами штук, с учётом средних показателей производства танков советской и американской промышленностью (70 и 46 танков в день соответственно), тратить время на дорогие и неопробованные единичные экземпляры управляемого вооружения никто не собирался. В довершение всего в отношении разработок новых систем оружия действовало личное распоряжение фюрера, запретившего расход казённых средств на какие-либо отвлечённые исследования, если они не гарантировали осязаемого результата в течение полугодичного срока с момента начала разработки.
Так или иначе, после того как пост рейхсминистра вооружения занял Альберт Шпеер, работы в этом направлении возобновились, но уже только в лабораториях Ruhrstahl и двух других металлургических компаний (Rheinmetall-Borsig), в то время как BMW была отведена только задача проектирования и изготовления ракетных двигателей. Фактически заказы на серийное производство ПТУР были размещены только в 1944 году, на заводах названных компаний.

### Первые серийные образцы
Первые серийные ПТУР X-7 («Роткэпхен» — «Красная шапочка») были разработаны и испытаны Ruhrstahl в 1943—1944 годах в рамках программы WUWA, в большей степени для пропагандистских, нежели для практических военных целей. Строго говоря, X-7 исходно разрабатывались Ruhrstahl как УРВВ и представляла собой твердотопливную модификацию УРВВ X-4, но после получения руководством компании распоряжения от властей приступить к созданию противотанковой управляемой ракеты, имеющиеся у BMW наработки использованы не были, в дело пошло то, что имелось на руках. В боевой обстановке немецкие ПТУР применялись ограниченно в опытном порядке, — наставления по эксплуатации и боевому применению для войск не печатались, соответствующих изменений в полевые уставы не вносилось, поэтому говорить о принятии этих ПТУР на вооружение было бы некорректно. С советской стороны имеются документальные свидетельства применения немцами ПТУР, но они носят не систематизированный характер. Кроме того, до этого ничего подобного даже не существовало, а термин «ракета» на тот момент кроме трудов К. Э. Циолковского и его учеников, военными употреблялся в двух значениях: 1) сигнальных и осветительных боеприпасов; 2) вышедшим из употребления дореволюционным эквивалентом миномётного выстрела (поскольку управляемых ракет в арсенале Красной Армии ещё попросту не было, а неуправляемые именовались реактивными снарядами), увиденное советскими войсками новое оружие немцев именовалось «противотанковыми торпедами». Исходя из свидетельств очевидцев с советской стороны:
1. Готовыми к боевому применению предсерийными или серийными образцами ПТУР Вермахт располагал уже к концу лета 1943 года;
2. Речь шла не о единичных экспериментальных запусках заводскими испытателями, а о полевых войсковых испытаниях военнослужащими определённых образцов вооружения;
3. Войсковые испытания проходили на переднем крае, в условиях интенсивных высокоманёвренных боевых действий, а не в условиях позиционной войны;
4. Пусковые установки первых немецких ПТУР были достаточно компактными для размещения в окопах и маскировки при помощи подручных средств;
5. Срабатывание боевой части при контакте с поверхностью обстреливаемой цели приводило к практически безальтернативному уничтожению бронированной цели с разлётом на фрагменты (количество рикошетов и случаев несрабатывания БЧ, промахов и нештатных ситуаций, а равно и вообще какой-либо учёт и статистика случаев применения немцами ПТУР в открытой советской военной печати не приводились, только общее описание очевидцами наблюдаемых явлений и своих впечатлений от увиденного).

Захваченные трофейные образцы были использованы как советскими, американскими и французскими ракетостроителями при разработке собственных образцов ПТУР, которые стали поступать на вооружение только во второй половине 1950-х — начале 1960-х годов. Среди прочих, КР V-1, УРВП X-1, УРВВ X-4 и ПТУР X-7 удалось завладеть французам, — с трофейными образцами немецкого ракетного вооружения работал пионер французского ракетостроения Эмиль Штауфф (впоследствии, генеральный конструктор ракетного подразделения Nord Aviation).

### Первое широкомасштабное боевое применение

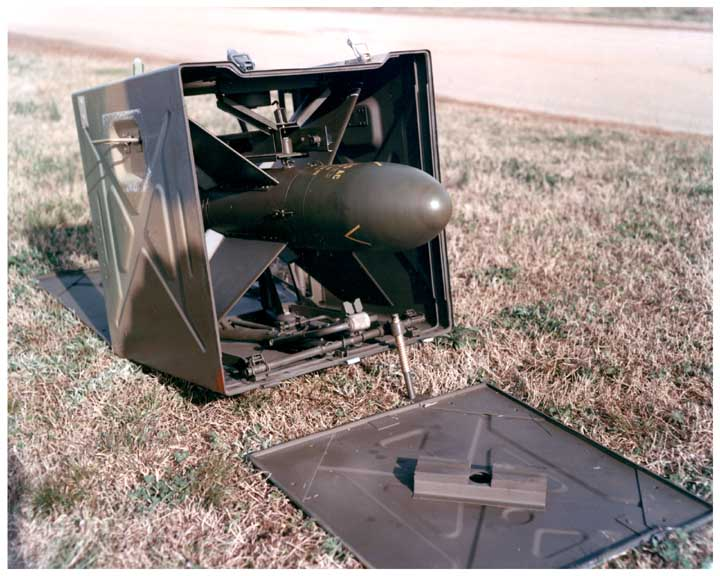
Впервые после Второй мировой войны массово применялись ПТУР SS.10 французского производства

Впервые после Второй мировой войны, ПТУР SS.10 французского производства (Nord Aviation) были применены в боевых действиях в Египте в 1956 году. ПТУР 9К11 «Малютка» (производства СССР) поставлялись вооружённым силам ОАР перед войной 1973 года. В то же время необходимость ручного наведения ракет вплоть до попадания в цель привела к росту потерь среди операторов — израильские танкисты и пехота активно обстреливали из пулемётно-пушечного вооружения место предполагаемого пуска ПТУР, в случае ранения или смерти оператора ракета теряла управляемость и начинала закладывать витки по спирали, по всё более увеличивающейся с каждым оборотом амплитуде, в результате через две-три секунды утыкалась в землю или уходила в небо. Эта проблема отчасти компенсировалась возможностью выноса позиции оператора со станцией наведения на удаление до ста метров и более от стартовых позиций ракет благодаря компактным переносным катушкам с кабелем, разматывавшимся при необходимости на требуемую длину, что существенно усложняло для противостоящей стороны задачу нейтрализации операторов ракет.

### Противотанковые ракеты для ствольных систем
В США в 1950-е годы велись работы по созданию противотанковых управляемых реактивных снарядов для стрельбы из пехотных ствольных систем безоткатного типа (поскольку развитие неуправляемых боеприпасов уже достигло к тому времени своего предела в части эффективной дальности стрельбы). Руководство указанными проектами взял на себя Фрэнкфордский арсенал в Филадельфии, Пенсильвания (за все остальные проекты противотанковых ракет, запускаемых с направляющих, из пусковой трубы или танковой пушки отвечал Редстоунский арсенал в Хантсвилле, Алабама), практическая реализация пошла по двум основным направлениям — 1) «Гэп» (англ. GAP, бэкр. от guided antitank projectile) — наведение на маршевом и терминальном участках траектории полёта снаряда, 2) «Ти-си-пи» (англ. TCP, terminally corrected projectile) — наведение только на терминальном участке траектории полёта снаряда. Ряд образцов вооружения, созданных в рамках указанных программ и реализующих принципы наведения по проводам («Сайдкик»), радиокомандного наведения («Шиллейла») и полуактивного самонаведения с радиолокационной подсветкой цели («Полкэт»), успешно прошёл испытания и изготавливался опытными партиями, но до крупносерийного производства дело не дошло.

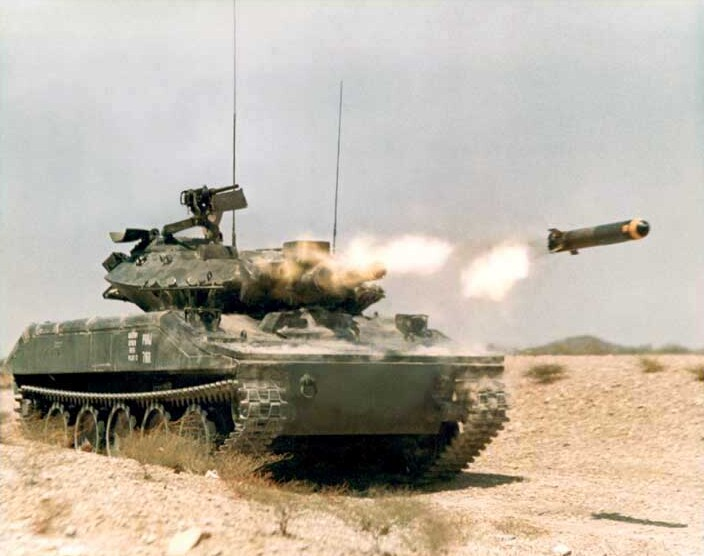
С конца 1950-х гг. начали создаваться ПТУРС для запуска со ствола танковой пушки

Кроме того, сначала в США, а затем в СССР были разработаны комплексы управляемого вооружения танков и боевых машин со ствольным вооружением (КУВ или КУВТ), представляющие собой оперённый противотанковый управляемый снаряд (в габаритах обычного танкового снаряда), запускаемый из танковой пушки и сопряжённый с соответствующей системой управления. Аппаратура управления такой ПТУР интегрирована в прицельный комплекс танка. Американские комплексы (англ. Combat Vehicle Weapon System) с самого начала их разработки, то есть с конца 1950-х гг., применяли радиокомандную систему наведения, советские комплексы с момента начала разработки и до середины 1970-х гг. реализовали систему наведения по проводам. Как американские, так и советские КУВТ позволяли применять танковую пушку по её основному назначению, то есть для стрельбы обыкновенными бронебойными или осколочно-фугасными снарядами, что существенно и качественно повышало огневые возможности танка в сравнении с боевыми машинами, оснащёнными ПТУР, запускаемыми с наружных направляющих.
В СССР, а затем России, основными разработчиками противотанковых ракетных комплексов являются Тульское КБ Приборостроения и Коломенское КБ Машиностроения.

### Перспективы развития
Перспективы развития ПТУР связаны с переходом к системам «выстрелил и забыл» (с головками самонаведения), повышению помехозащищённости канала управления, поражению бронетехники в наименее защищённые части (тонкая верхняя броня), установки тандемных БЧ (для преодоления динамической защиты), использованию шасси с пусковой установкой на мачте.

## Классификация
ПТУР можно классифицировать:
по типу системы наведения

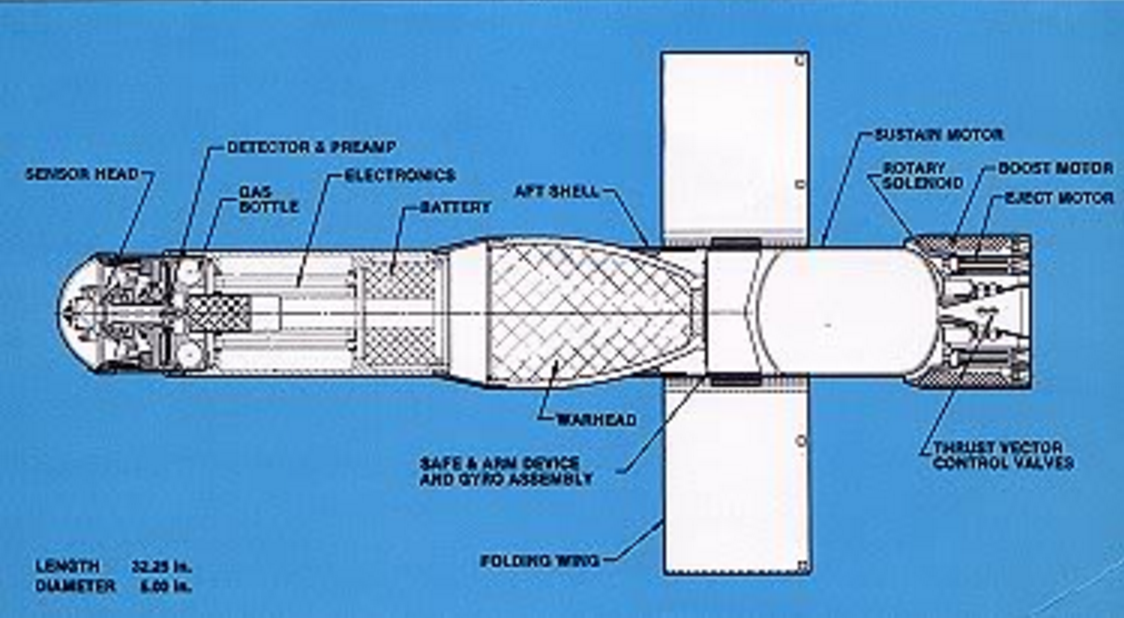
Устройство ПТУР «Страйкер» в продольном разрезе (нормальная аэродинамическая схема)

- наводимые оператором (с командной системой наведения)
- самонаводящиеся

по типу канала управления
- управляемые по проводам
- управляемые по лазерному лучу
- управляемые по радиоканалу

по способу наведения

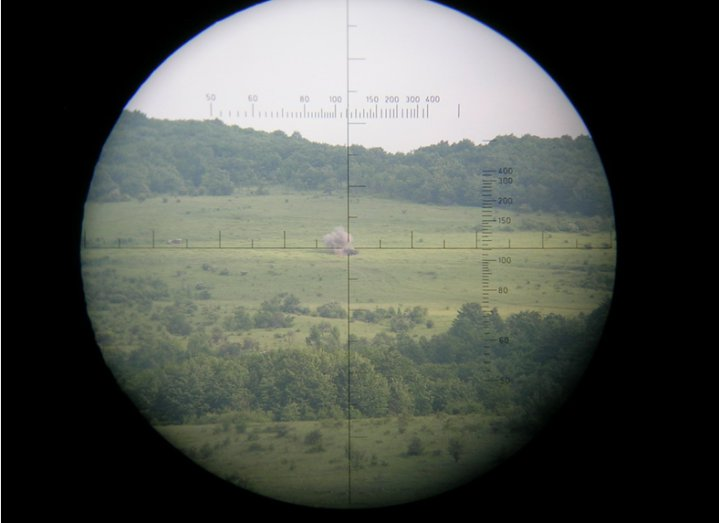
Наведение ракеты на цель при помощи оптико-механического прицельного приспособления

- ручной: оператор «пилотирует» ракету до попадания в цель;
- полуавтоматический: оператор в прицеле сопровождает цель, аппаратура автоматически отслеживает полёт ракеты (обычно по хвостовому трассёру) и вырабатывает необходимые управляющие команды для неё;
- автоматический: ракета самостоятельно наводится на заданную цель.

по категории мобильности
- переносные

- носимые оператором в одиночку
- переносимые расчётом

- в разобранном виде
- в собранном виде, готовые к боевому применению

- буксируемые
- самоходные

- интегрированные
- съёмные боевые модули
- перевозимые в кузове или на платформе

- авиационные

- вертолётные
- самолётные
- беспилотных летательных аппаратов;

по поколениям развития
Выделяют следующие поколения развития ПТУР:
- Первое поколение (отслеживание как цели, так и самой ракеты) — полностью ручное управление (MCLOS — manual command to line of sight): оператор (чаще всего — джойстиком) управлял полётом ракеты по проводам вплоть до попадания в цель. При этом, чтобы избежать контакта провисающих проводов с помехами, требуется находиться в прямой видимости цели и выше возможных помех (напр. травы или крон деревьев) в течение всего длительного времени полёта ракеты (до 30 сек), что снижает защищённость оператора от ответного огня. ПТУР первого поколения (SS-10, «Малютка», Nord SS.10) требовали высокой квалификации операторов, управление осуществлялось по проводам, однако благодаря относительной компактности и высокой эффективности ПТУР привели к возрождению и новому расцвету узкоспециализированных «истребителей танков» — вертолётов, лёгких бронемашин и внедорожников.
- Второе поколение (отслеживание цели) — так называемое SACLOS (англ. Semi-automatic command to line of sight; полуавтоматическое управление) требовало от оператора только удержания прицельной марки на цели, полётом же ракеты управляла автоматика, посылая команды управления на ракету по проводам, радиоканалу или лучу лазера. Однако по-прежнему в процессе полёта оператор должен был оставаться неподвижным, и управление по проводам вынуждало планировать траекторию полёта ракеты в стороне от возможных препятствий. Такие ракеты запускались, как правило, с доминирующей высоты, когда цель находится ниже уровня оператора. Представители: «Конкурс» и Hellfire I; поколение 2+ — «Корнет».
- Третье поколение (самонаведение) — реализует принцип «выстрелил и забыл»: после выстрела оператор не скован в перемещениях[23]. Наведение осуществляется либо по подсвету лазерным лучом со стороны, либо ПТУР снабжается ИК, АРГСН или ПРГСН миллиметрового диапазона. Эти ракеты не требуют сопровождения оператором в полёте, однако они менее устойчивы к помехам, чем первые поколения (MCLOS и SACLOS). Представители: Javelin (США), Spike (Израиль), LAHAT (Израиль), PARS 3 LR[англ.] (Германия), Nag (Индия), Хунцзянь-12 (Китай).
- Четвёртое поколение (самозапуск) — перспективные полностью автономные роботизированные боевые системы, в которых человек-оператор отсутствует как звено. Программно-аппаратные комплексы позволяют им самостоятельно обнаружить, распознать, идентифицировать и принять решение на обстрел цели. На данный момент находятся в стадии разработки и испытаний с разным успехом в разных странах.

## Варианты и носители
ПТУР и пусковая аппаратура обычно выполняются в нескольких вариантах:
- переносной комплекс с ракетой запускаемой

- из контейнера
- с направляющей
- из ствола безоткатного пускового устройства
- из пусковой трубы

- со станка-треноги
- с плеча

- установка на шасси автомобиля, БТР/БМП;
- установка на вертолёты и самолёты.

Ракета при этом используется одна и та же, варьируется тип и вес пусковой установки и средств наведения.
В современных условиях в качестве носителей ПТУР рассматриваются также беспилотный самолёт, например, MQ-1 Predator способен нести и применять ПТУР AGM-114 Hellfire.

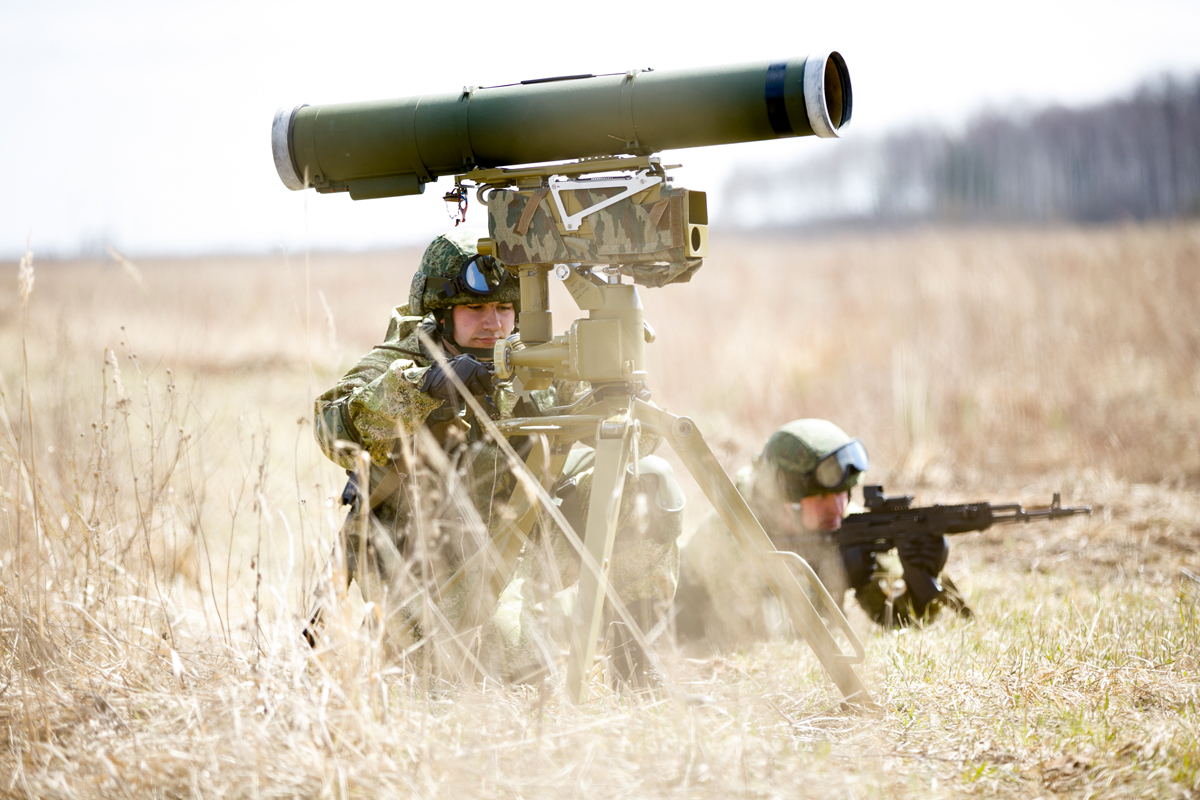
Переносной «Корнет» на треноге.
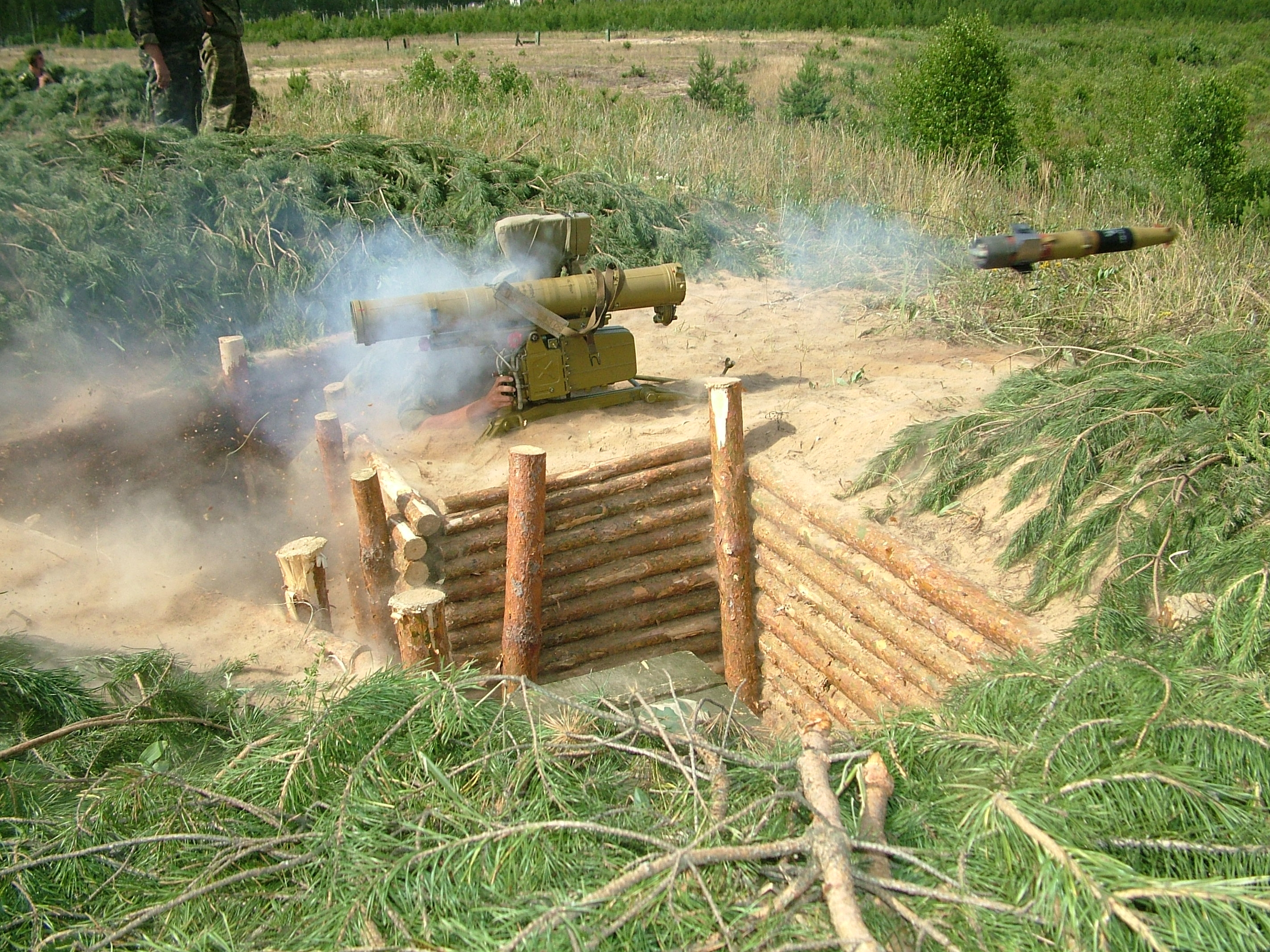
Переносной ПТРК «Фагот» на треноге.
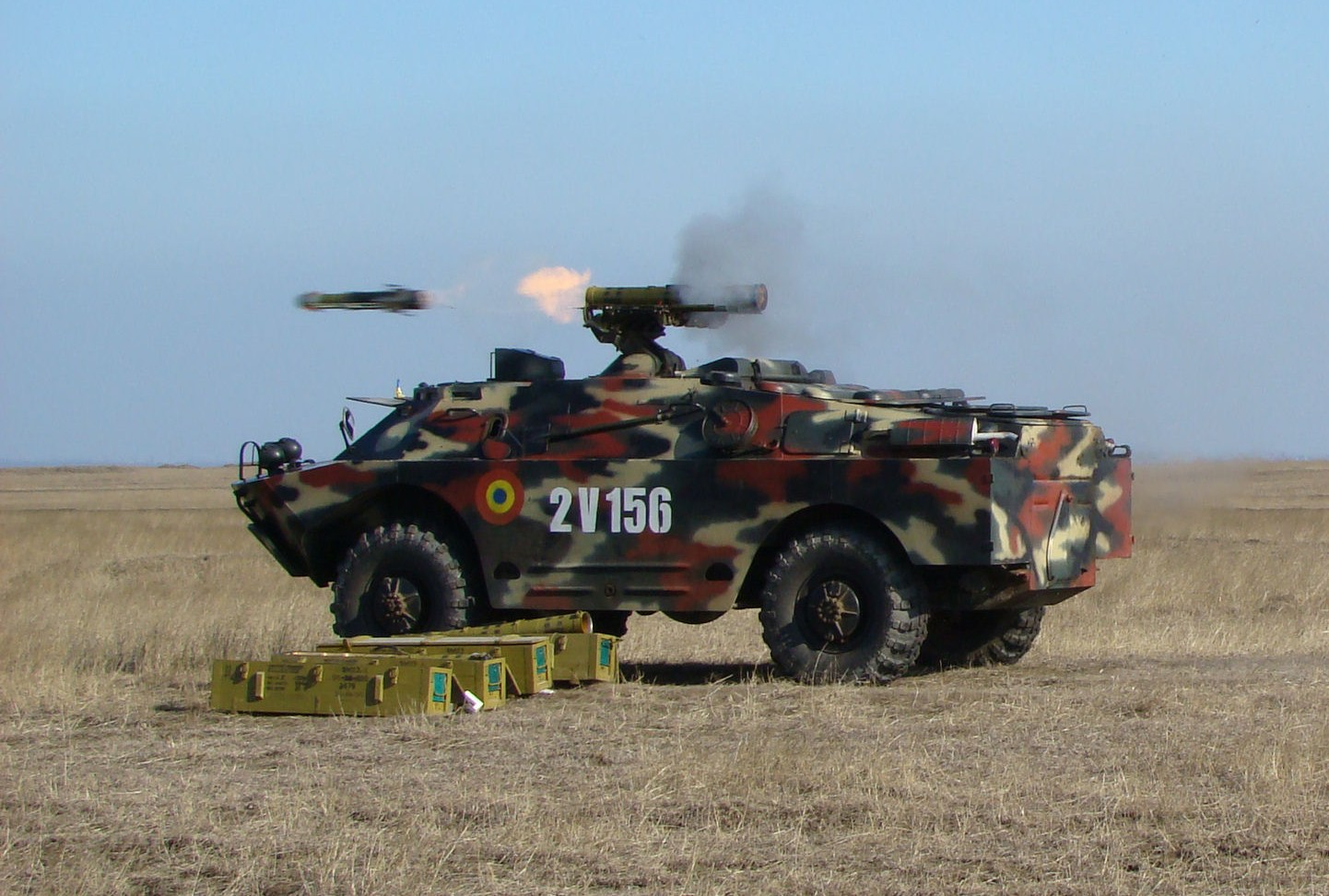
Боевая машина 9П148 с ПТРК «Конкурс» на шасси БРДМ-2.
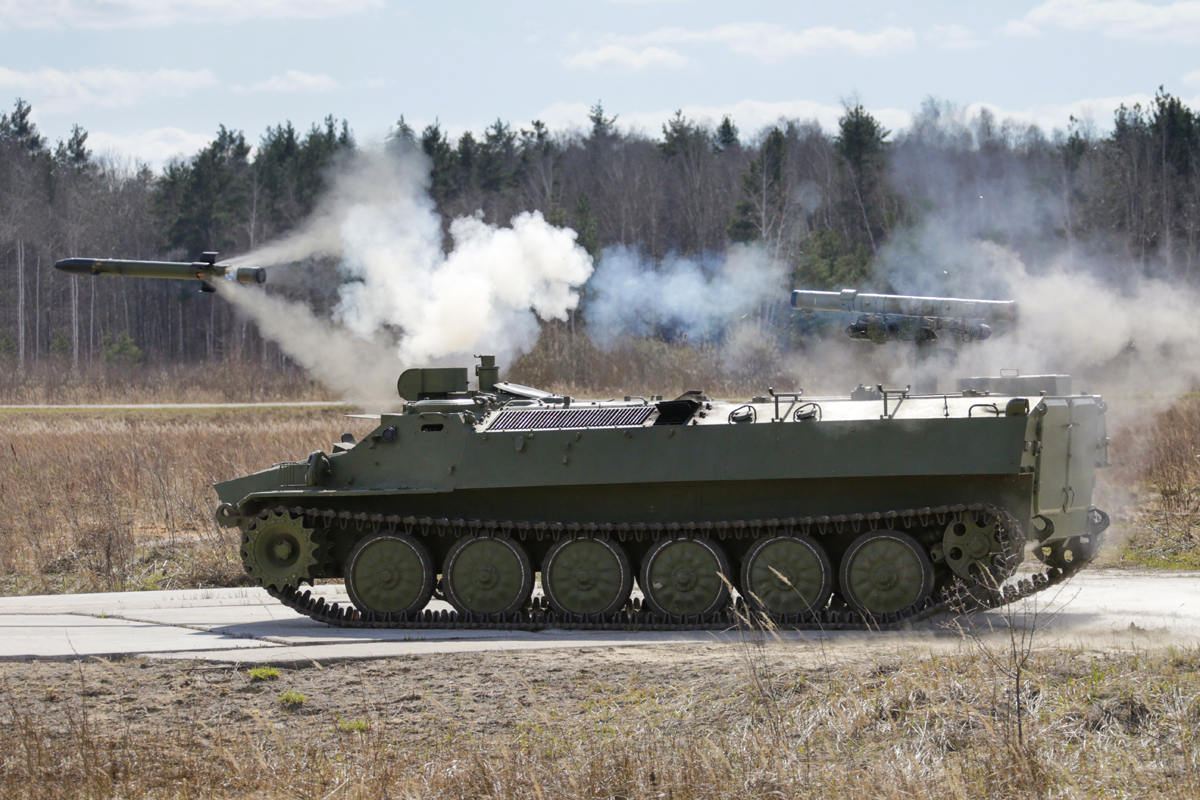
Боевая машина 9П149 с ПТРК «Штурм» на шасси МТ-ЛБ.
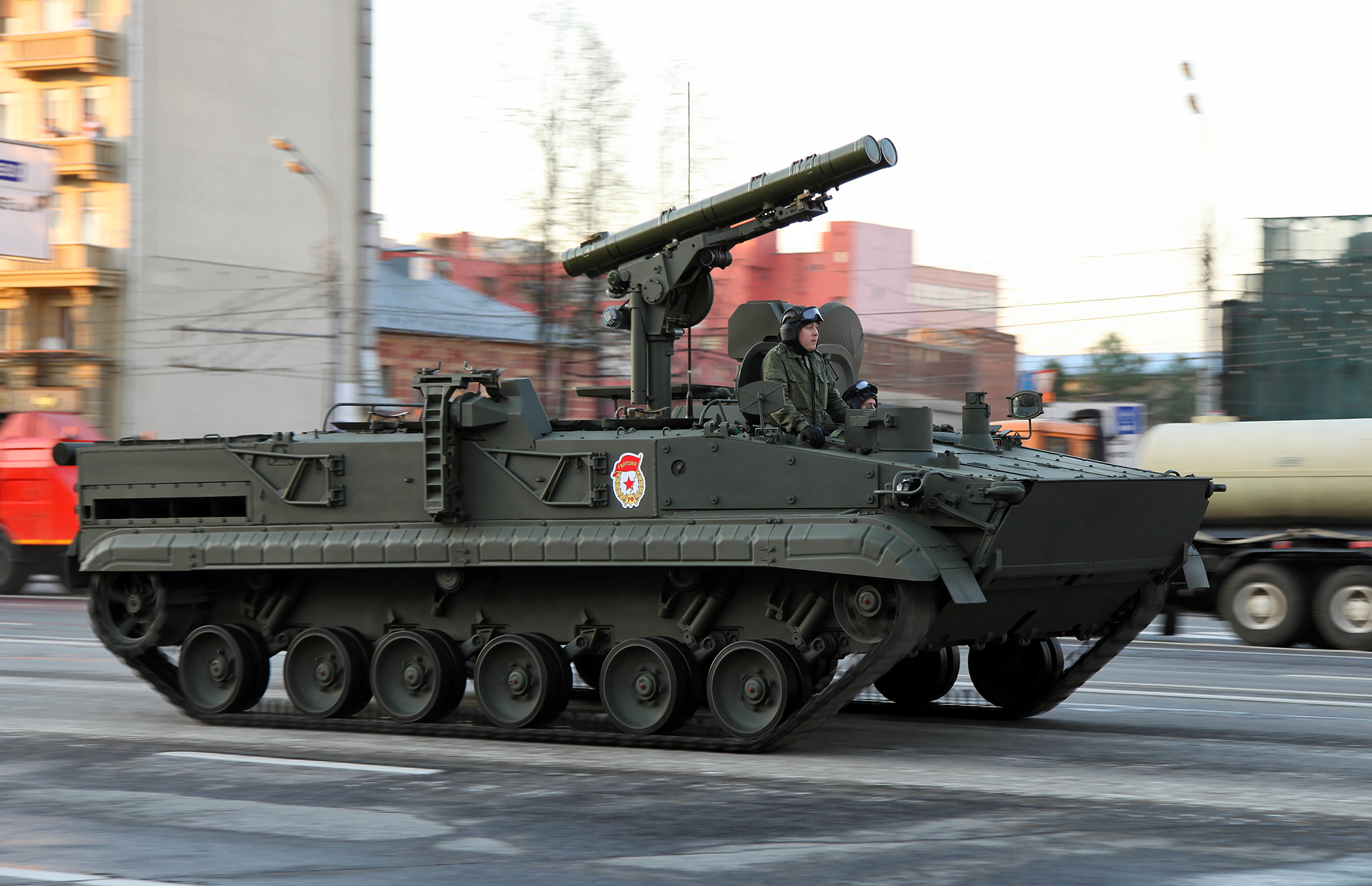
Боевая машина 9П157 «Хризантема» на шасси БМП-3.
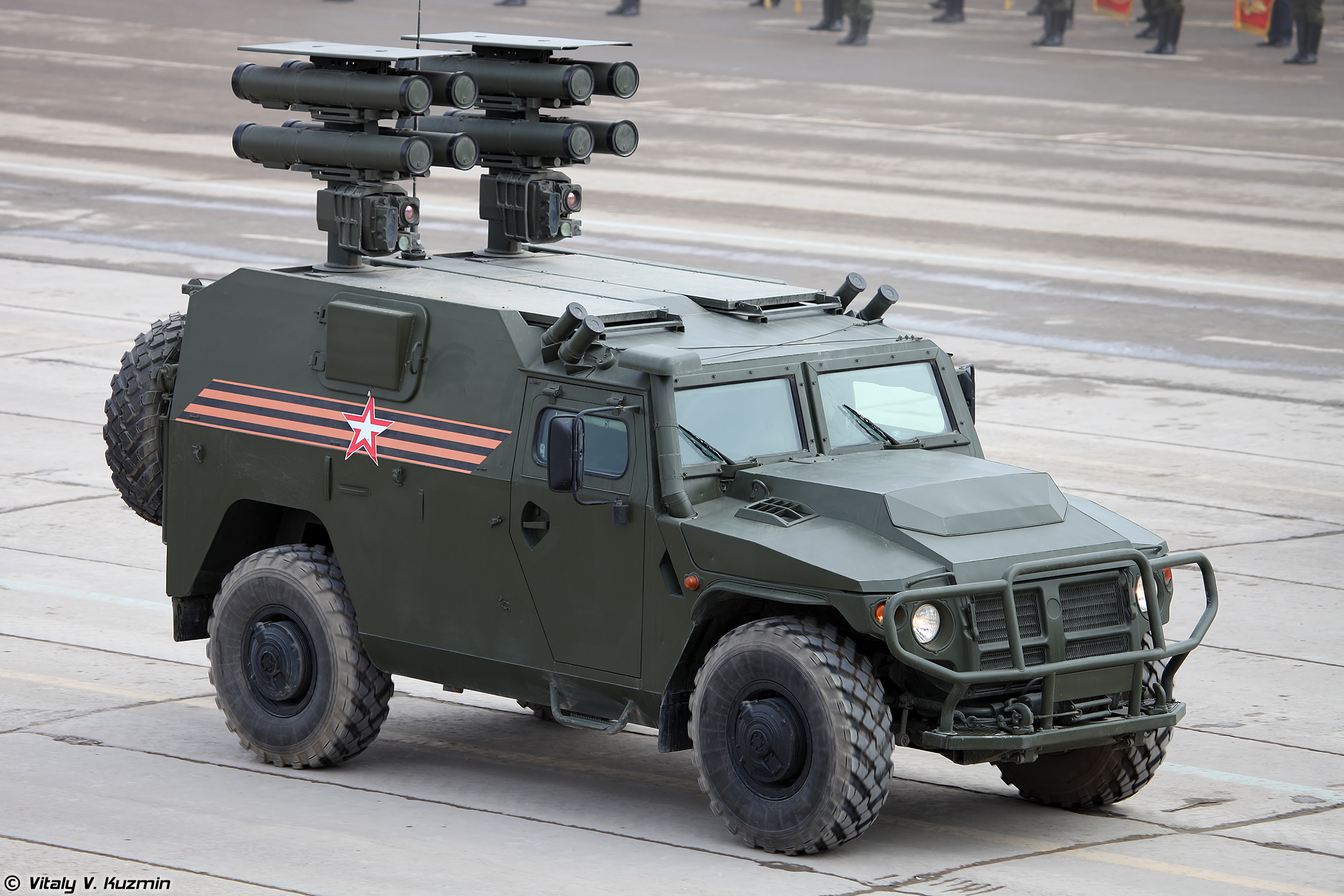
Боевая машина 9П163-3 с ПТРК «Корнет» на шасси «ВПК-233116».
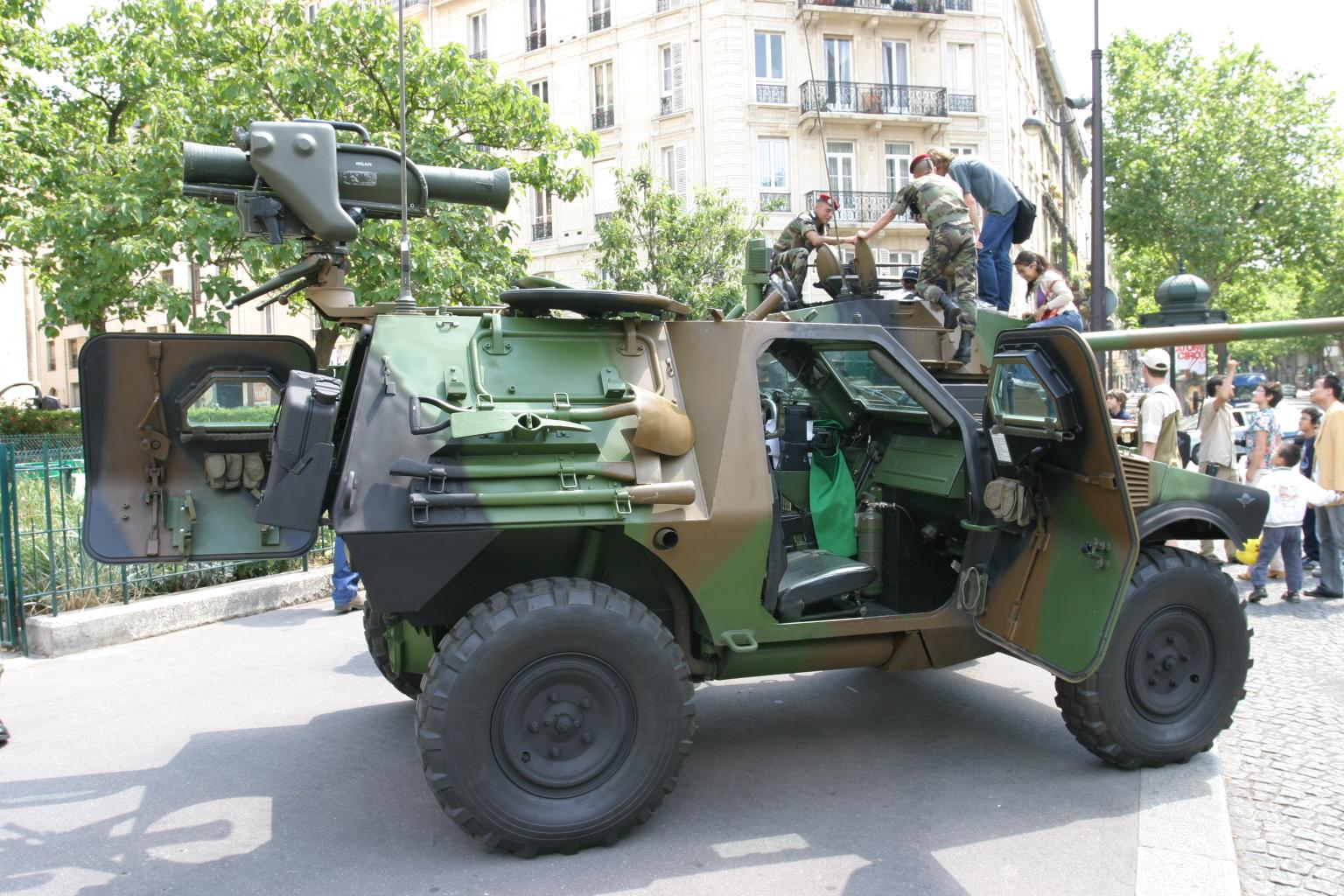
«Милан» на шасси VBL.
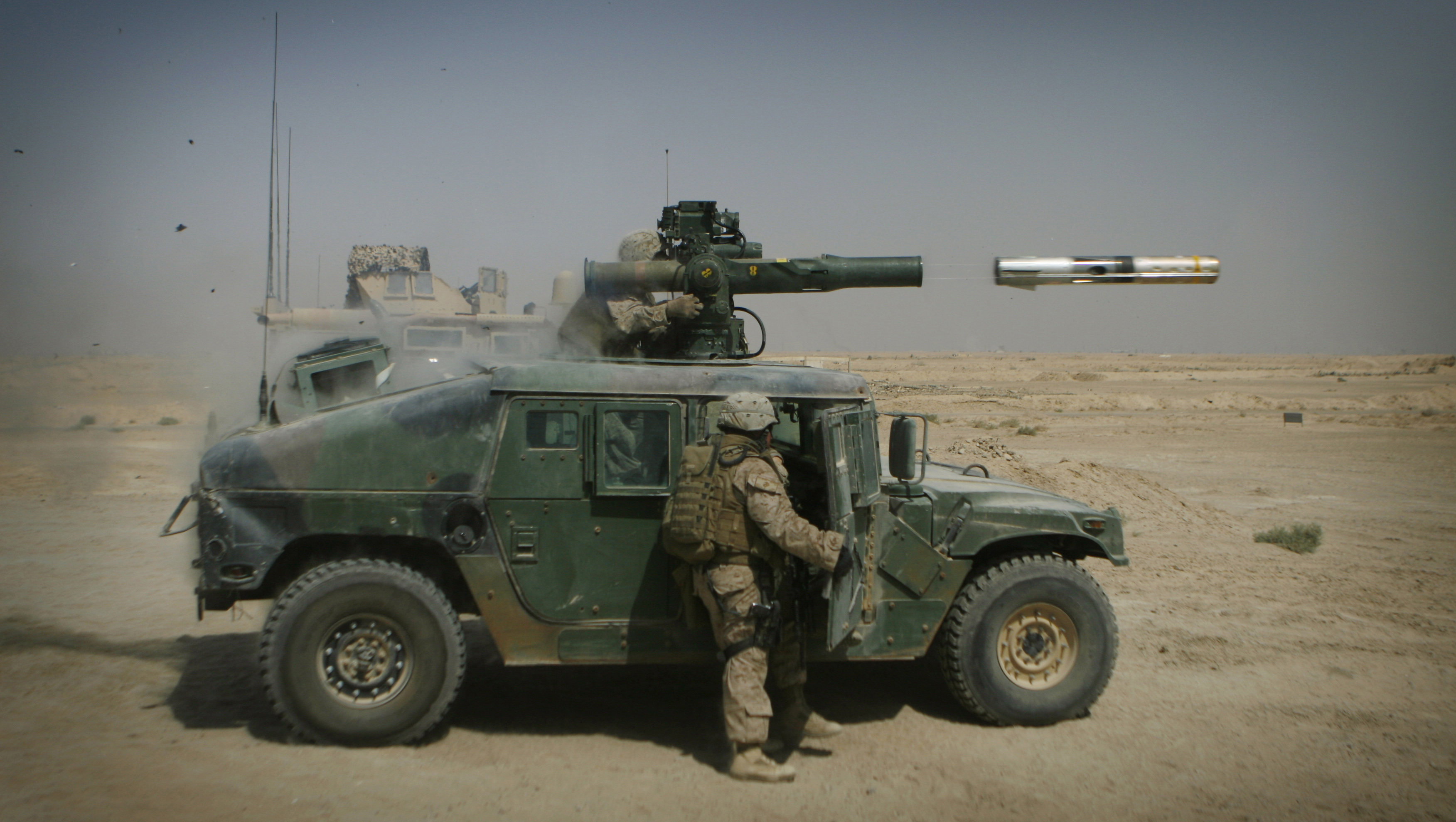
BGM-71 TOW на шасси Хамви
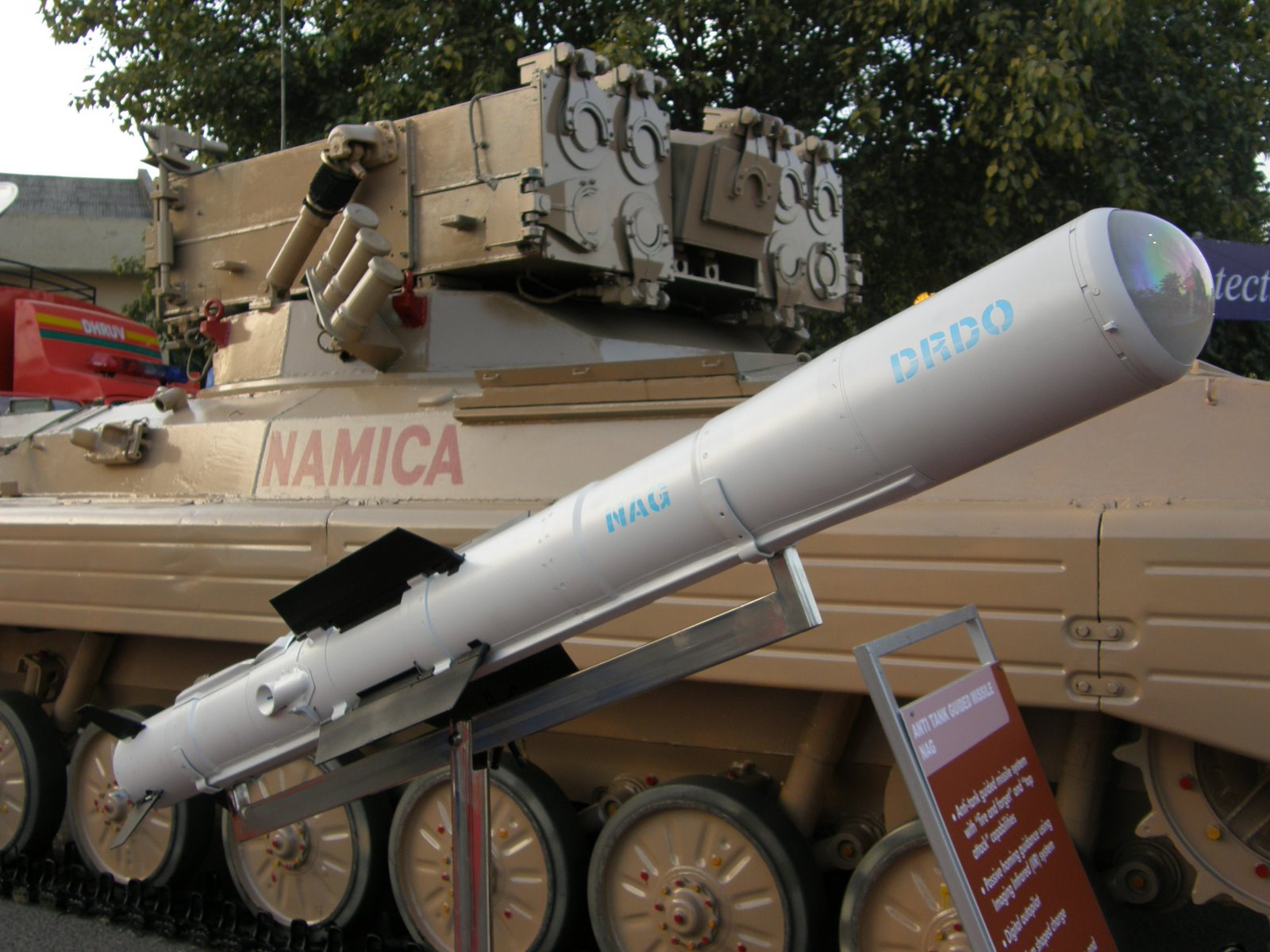
Самоходный ПТРК NAMICA с птурами Nag на шасси БМП-1.
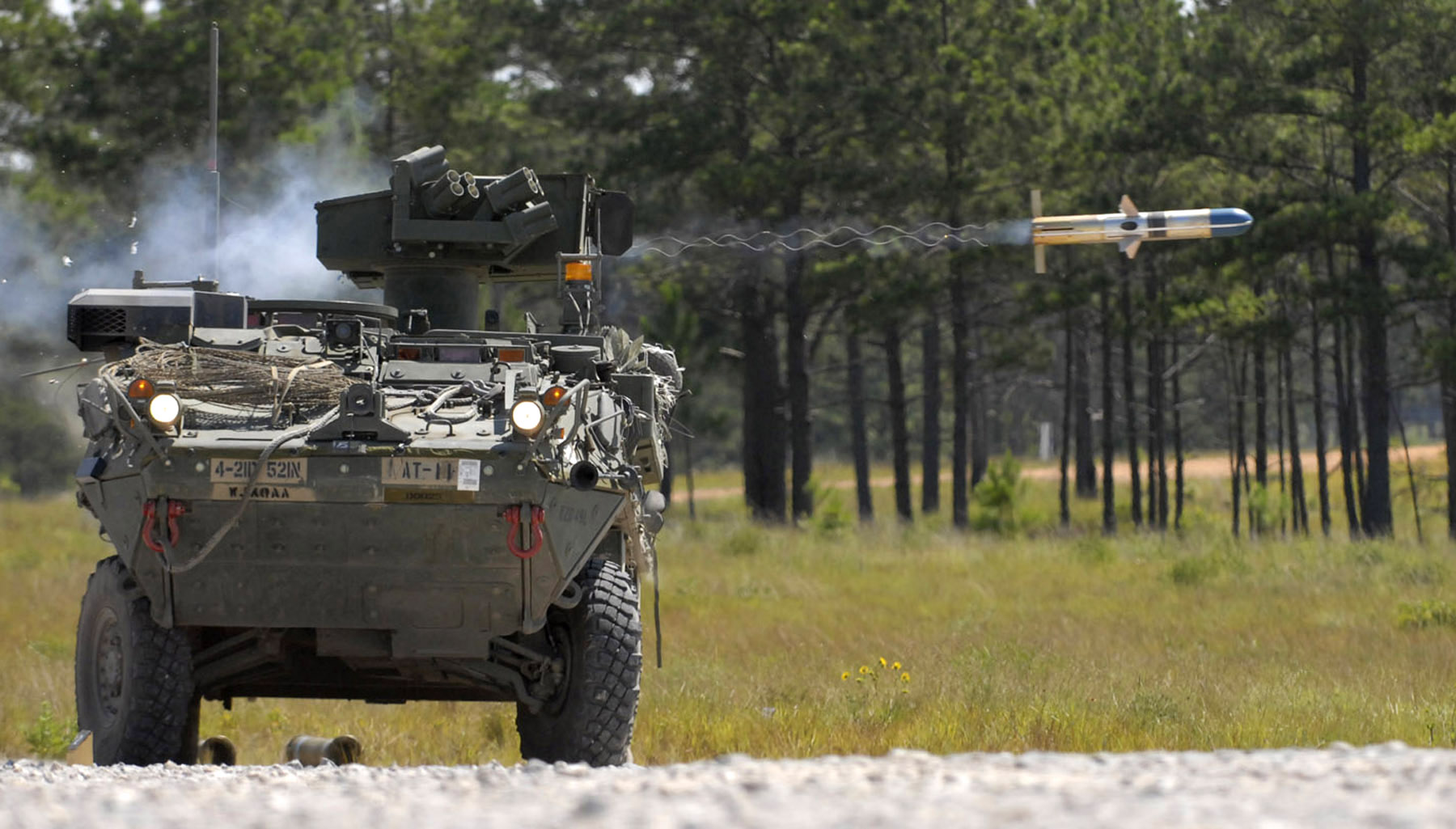
M1134 с ракетами TOW на шасси Stryker.
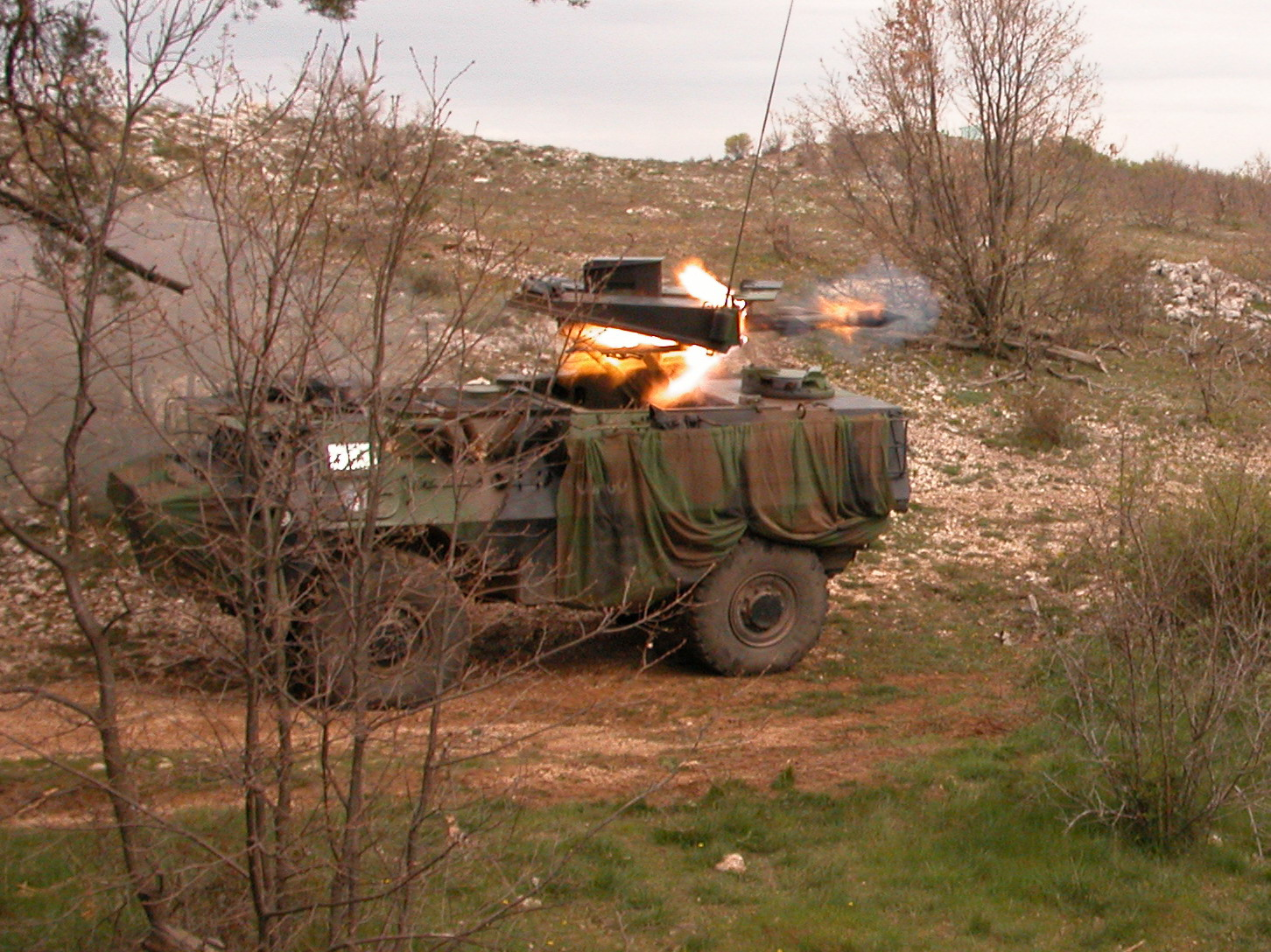
СПТРК VCAC «Mephisto» с птурами HOT на шасси VAB.
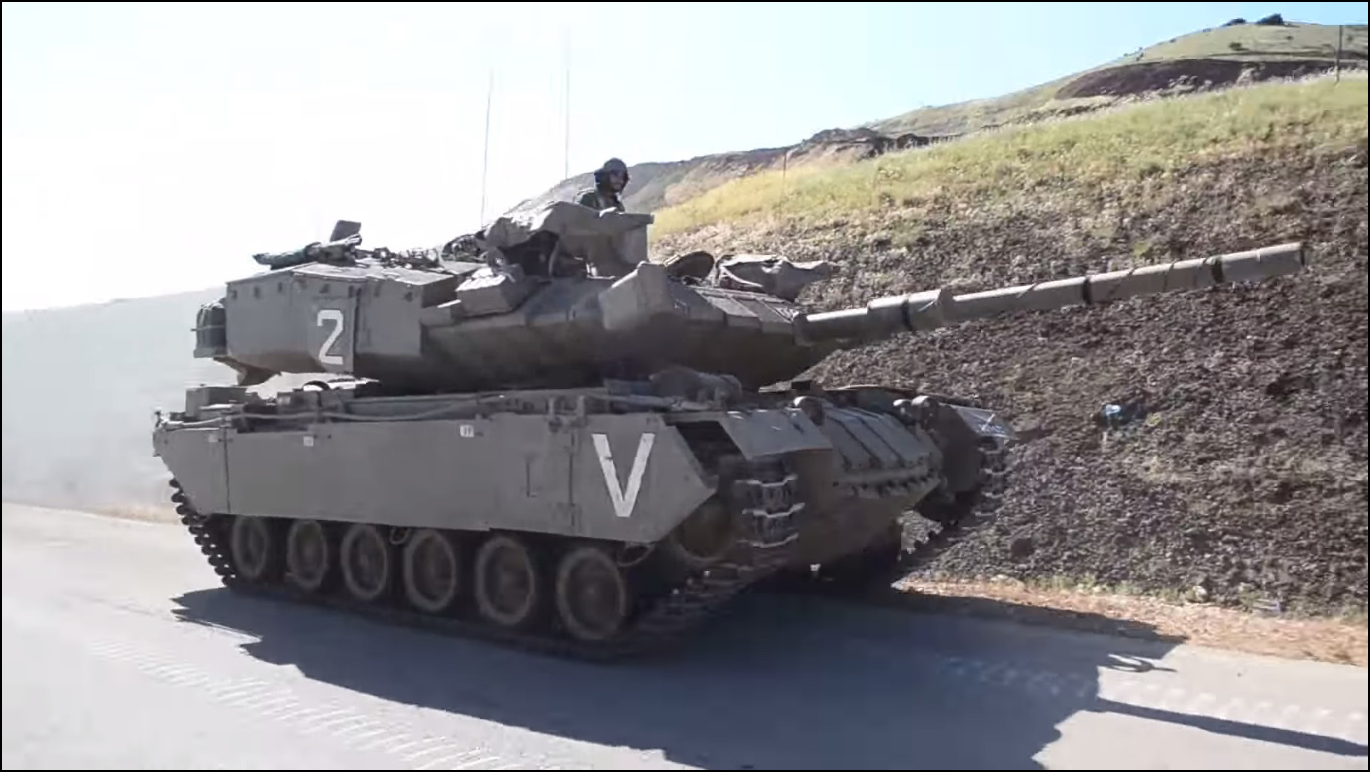
Перех с ракетами «Спайк» — танк Магах переделанный под СПТРК.
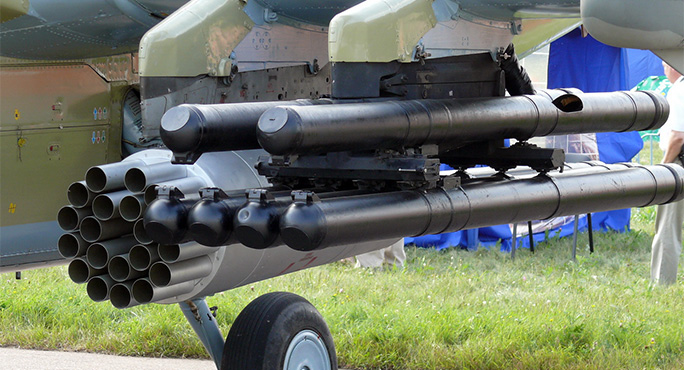
Авиационная птур «Вихрь» на Ка-52.
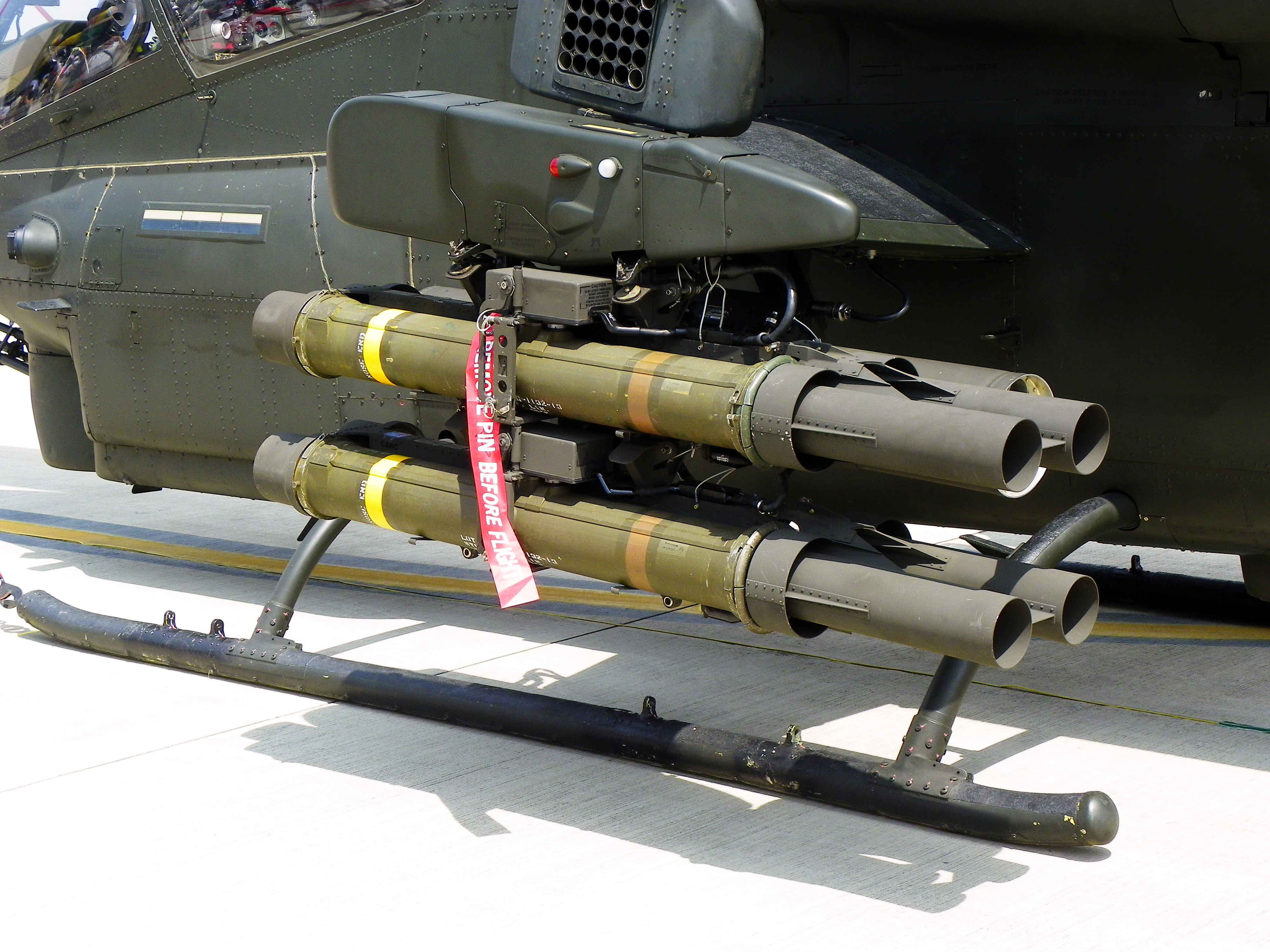
TOW на вертолёте AH-1W.

## Средства и способы противодействия
- При движении ракеты (использующей наведение по лучу лазера) может потребоваться, чтобы хотя бы на конечном этапе траектории, луч был направлен прямо на цель. Облучение цели может позволить противнику использовать средства защиты. Например, на танке «Тип 99» установлено ослепляющее лазерное оружие. Оно определяет направление излучения, и посылает в его сторону мощный световой импульс, способный ослепить систему наведения и/или пилота. Танк принимал участие в широкомасштабных учениях сухопутных войск[24].
- Комбинированная броня
- Динамическая защита
- Активная защита

## Комментарии
1. ↑  Нередко встречается выражение  противотанковый управляемый реактивный снаряд (ПТУРС),[1][2] которое однако не тождественно противотанковой управляемой ракете, поскольку является только одной из её разновидностей (ПТУР ствольного запуска).
2. ↑  Которое, в свою очередь, было приобретено BMW в июне 1939 года у Siemens.
3. ↑  Харальд Вольф возглавлял подразделение разработки ракет на начальном этапе после вхождения его в структуру BMW, вскоре его сменил на посту граф Гельмут фон Зборовский, который руководил подразделением разработки ракет в BMW до самого конца войны, а после войны перебрался во Францию и участвовал во французской ракетной программе, сотрудничал с двигателестроительной компанией SNECMA и ракетостроительным подразделением Nord Aviation.
4. ↑  Сам К. Э. Циолковский свои теоретические наработки подразделял на «космические ракеты» для вывода полезной нагрузки в космическое пространство и «земные ракеты» как сверхскоростное современное транспортное средство рельсового подвижного состава. При этом, ни те, ни другие, он не предполагал к использованию в качестве средств поражения[12].
5. ↑  Изредка слово «ракета» могло употребляться в специализированной военной печати применительно к иностранным разработкам в данной сфере, как правило, как переводной термин,[13] а также в историческом контексте[14]. БСЭ первого издания (1941) содержит следующее определение ракеты: «В настоящее время ракеты используются в военном деле как средство сигнализации».[15]
6. ↑  См., в частности мемуары В. И. Чуйкова, на тот момент командующего 8-й гвардейской армией, о Белгородско-Харьковской стратегической наступательной операции (фрагмент книги «Гвардейцы Сталинграда идут на запад»): «Здесь впервые я увидел, как противник применил против наших танков противотанковые торпеды, которые запускались из окопов и управлялись по проводам. От удара торпеды танк разрывался на огромные куски металла, которые разлетались на 10-20 метров. Тяжело было нам смотреть на гибель танков, пока наша артиллерия не нанесла сильный огневой удар по танкам и окопам противника». Заполучить новые образцы вооружения красноармейцам не удалось, в описываемом случае они были уничтожены массированным огнём советской артиллерии. Процитированный эпизод приводится в нескольких изданиях данной книги.[16][17][18]
7. ↑  К 1965 году Nord Aviation превратилась в мирового лидера производства и реализации ПТУР на международном рынке вооружения и практически в монополиста их производства среди стран капиталистического мира — 80% арсеналов ПТУР капиталистических стран и их сателлитов составляли французские ракеты SS.10, SS.11, SS.12 и ENTAC, которых к тому времени было произведено в общей сложности около 250 тыс. единиц, и в дополнение к которым на выставке вооружения и военной техники в ходе 26-го Парижского международного авиасалона в 10—21 июня 1965 года были презентованы совместные франко-германские HOT и Milan[20].